# Питер Эджкамб (ум. 1539)
Сэр Питер (или Пирс) Эджкамб из Котеле (англ. Sir Peter (or Piers) Edgecumbe; 1468/1469 — 14 августа 1539) — английский дворянин, придворный, шериф и член парламента.

## Биография
Он родился сыном Ричарда Эджкамба (ок. 1443 — 1489) из Миви (Девон) и Котеле. Его матерью была Джоан Тремейн, дочь Томаса Тремейна (ум. 1482). Он поступил в Линкольнс-Инн в 1488 году. Он наследовал своему отцу в 1489 году.
К 1489 году он стал оруженосцем тела, а к 1504 году стал рыцарем Ордена Бани. Он сменил своего отца на посту констебля замка Лонсестон с 1489 года до своей смерти. Он был главным шерифом Девона в 1494—1495, 1497—1498, 1518—1519 и 1529—1530 годах и главным шерифом Корнуолла в 1498—1499, 1505—1506, 1516—1517 и 1534—1535 годах. Он был рыцарем графства Корнуолл в парламенте Англии в 1515 и 1529 годах.
В 1497 году он завербовал людей Девона и Корнуолла для подавления восстания Перкина Уорбека и участвовал в освобождении Эксетера. В 1513 году он сопровождал короля Англии Генриха VIII во Францию, где в знак признания его храбрости был произведен в рыцари знамени. В 1520 году он присутствовал вместе с Генрихом VIII на Поле золотой парчи.
Питер Эджкамб скончался в 1539 году.
Питер Эджкамб был дважды женат. Его первой женой была Джейн, дочь и наследница Джеймса Дернфорда из Уэст-Стоунхауса и вдова Чарльза Дайнема из Натвелла (графство Девон) с которой у него было 3 сына, включая его наследника Ричарда Эджкамба и 4 дочери.
К 1525 году он женился вторым браком на Кэтрин, дочери сэра Джона Сент-Джона из Блетсо, Бедфордшир, и вдове сэра Гриффита ап Риса из Кармартена. Дипломат Ральф Садлер восхищался серьезностью Кэтрин Эджкамб и в июле 1543 года посоветовал королю Генриху VIII отправить ее в Шотландию, чтобы она присоединилась ко двору Марии Стюарт, королевы Шотландии, в замке Стерлинг, в соответствии с положением Гринвичского договора. Этот план был отменен Войной Грубого ухаживания.